# Okenia eolida
Okenia eolida (Quoy & Gaimard, 1832) è un mollusco nudibranchio della famiglia Goniodorididae.

## Descrizione
Differisce da Okenia pilosa per avere un minor numero di papille laterali digitiformi.

## Distribuzione e habitat
Rinvenuta al largo delle coste della Nuova Zelanda, dell'Australia orientale, delle Filippine e della California.